# Knodus moenkhausii
Knodus moenkhausii är en fiskart som först beskrevs av Eigenmann och Kennedy, 1903.  Knodus moenkhausii ingår i släktet Knodus och familjen Characidae. Inga underarter finns listade i Catalogue of Life.